# فريدرخ فرانتس الثالث (دوق مكلنبورغ شفيرين الأكبر)
فريدرخ فرانتس الثالث (بالألمانية: Friedrich Franz III. von Mecklenburg-Schwerin)‏ (19 مارس 1851 - 10 أبريل 1897)؛ كان دوق مكلنبورغ شفيرين الأكبر قبل الأخير منذ 1883 حتى وفاته.

## السيرة الذاتية
ولد فريدرخ في قصر لودفيغسلوست فهو الابن فريدرخ فرانتس الثاني، دوق مكلنبورغ-شفيرين الأكبر والأميرة أوغستا من رويس-كوستريتس، منذ سن المبكرة كان فريدرخ فرانتس يعاني من الربو وصعوبات في التنفس الشديد، وبذلك لا يستطيع العيش في شمال أوروبا وبدلًا من ذلك عاش على شواطيء البحر الأبيض المتوسط بحيث كان هناك المناخ المعتدل، وأيضا كان مثلي الجنس سراً.
وفاته في 1871 بـ كان، فرنسا يتكيفها الغموض بحيث أنه رمى نفسه من متراس في الجسر، ولكن حسب أبلاغات الرسمية أنه واجه صعوبة في التنفس أثناء عندما كان في الحديقة وسقوطه من جدار منخفض، وخلف ابنه الوحيد فريدرخ فرانتس الرابع وكان أخر حكام مكلنبورغ.
كما أنه شقيق الأكبر لأمير هندريك أمير هولندا قرين الملكة فيلهلمينا ووالد يوليانا ملكة هولندا.

## الزواج والأطفال
تزوج فريدرخ فرانتس من الدوقة الكبرى آناستازيا ميخائيلوفنا حفيدة نيكولا الأول إمبراطور روسيا في سانت بطرسبورغ في 24 يناير 1879؛ وأنجبت له ثلاثة أبناء:-
- الدوقة ألكسندرين (24 ديسمبر 1879 - 28 ديسمبر 1952)؛ تزوجت من كريستيان العاشر ملك الدنمارك؛ لهم ذرية.
- فريدرخ فرانتس الرابع، دوق مكلنبورغ-شفيرين الأكبر (9 أبريل 1882 - 17 نوفمبر 1945)؛ تزوج من ألكسندرا من هانوفر؛ لديهم خمسة أبناء.
- الدوقة سيسيلي (20 سبتمبر 1886 - 6 مايو 1954)؛ تزوجت من الأمير فيلهلم من بروسيا، ولي عهد ألمانيا.